# Jinglak Šinavatrová
Jinglak Šinavatrová (Šinavatra, thajsky: ยิ่งลักษณ์ ชินวัตร, RTGS: Yinglak Chinnawat; * 21. června 1967) je bývalá premiérka Thajského království a první žena, která zastává tento úřad. Do funkce byla zvolena ve volbách v roce 2011. Původním povoláním je podnikatelka. Má čínské předky, její pradědeček do Thajska přišel z čínského Kantonu a jeho syn přijal thajské příjmení Šinavatra.
Její bratr, Tchaksin Šinavatra, byl premiérem Thajska, ale v roce 2006 byl svržen vojenským pučem a donucen odejít do exilu. Thaksinova strana Puea Thai posléze Jinglak nominovala jako kandidátku a ta volby přesvědčivě vyhrála s programem slibujícím snížení chudoby, snížení daní a podporu podnikání.
Na podzim 2013 však její vláda začala čelit masovým protestům a požadavkům na demisi. Dne 9. prosince 2013 premiérka oznámila rozpuštění dolní komory parlamentu, ačkoli to dříve odmítala. Odstoupit ze své funkce však nehodlala. Protestující chtěli premiérku svrhnout, aby byla země zbavena vlivu jejího bratra, bývalého premiéra Tchaksina Šinavatry.
Thajský ústavní soud dne 7. května 2014 shledal premiérku vinnou za zneužití moci, kterou použila v roce 2011. Premiérku ústavní soud sesadil a byl zvolen nový předseda prozatímní vlády Niwattchamrong Bunsongpchajsán. Dne 22. května téhož roku došlo k vojenskému puči, který vedl generál Prajutch Čan-Oča.